# Filosofia Unix
A filosofia Unix é um conjunto de normas culturais e abordagens filosóficas para o desenvolvimento de software, criada com base na experiência de alguns dos principais desenvolvedores dos sistemas operacionais da família Unix.

## McIlroy: Um quarto de século de Unix
Doug McIlroy, o inventor da canalização e um dos fundadores da tradição do Unix, resumiu a filosofia da seguinte maneira:
"Esta é a filosofia Unix:
Escreva programas que façam apenas uma coisa, mas que a façam bem feita.
Escreva programas que trabalhem juntos.
Escreva programas que manipulem streams de texto, pois esta é uma interface universal."
Ou, de maneira simples, como: "faça apenas uma coisa e faça bem".
Dos três princípios, apenas o terceiro é específico do Unix, embora os desenvolvedores Unix enfatizem todos os três princípios mais freqüentemente que outros desenvolvedores.